# Panthessalonikeios Athlītikos Omilos Kōnstantinoupolitōn
Il Panthessalonikeios Athlītikos Omilos Kōnstantinoupolitōn (in greco Ποδοσφαιρική Ανώνυμη Εταιρεία Πανθεσσαλονίκειος Αθλητικός Όμιλος Κωνσταντινουπολιτών?, Club Atletico Pan-tessalonicese dei Costantinopolitani), abbreviato in PAOK (ΠΑΟΚ) e noto, diffusamente sebbene impropriamente, come PAOK Salonicco al di fuori dei confini nazionali, è una società polisportiva greca con sede della città di Salonicco, nota principalmente per la sua sezione calcistica e la sua sezione cestistica.
Fondata nel 1926, la squadra di calcio milita da sempre nella Souper Ligka Ellada, la massima divisione del campionato greco e fa parte della federazione calcistica HFF e della confederazione UEFA. I suoi colori ufficiali sono il bianco e il nero a righe verticali e il loro simbolo è l'aquila bicipite. In ambito calcistico ha vinto 4 titoli nazionali e 8 Coppe di Grecia (oltre a non essere mai retrocesso, al pari di Olympiacos e Panathīnaïkos), mentre in quello della pallacanestro si è aggiudicata tre campionati e 2 coppe europee (una Coppa delle Coppe nel 1991 e una Coppa Korać nel 1994).

## Storia

### Esordi e primo ventennio (1926-1945)
Il PAOK fu fondato nel 1926 a Salonicco per opera di greci rifugiati bellici da Costantinopoli (odierna Istanbul). Fu la squadra succeditrice dell'Hermes Sports Club (in greco Ερμής?), costituita nel 1877 dalla comunità ellenica di Pera, un distretto dell'odierna Istanbul. In realtà il PAOK era aperto a qualunque cittadino di Salonicco, fatto che causò una rivalità con l'AEK Salonicco, l'altra squadra cittadina di ispirazione costantinopolitana, in cui giocavano solo rifugiati. Il logo iniziale del PAOK era costituito da un ferro di cavallo e un quadrifoglio.
Con gli anni sarebbe divenuta la squadra di calcio più famosa non solo di Salonicco, ma anche della Grecia settentrionale (Macedonia greca e Tracia).
La squadra di calcio del PAOK esordì ufficiosamente il 4 maggio 1926 allo stadio di Thermaikos, con una vittoria per 2-1 contro il Megas Alexandros Thessaloniki. Il primo allenatore, Kostas Andreadis, rimase in carica cinque anni, senza venire retribuito. Il primo capitano della squadra fu Michalis Ventourelis.

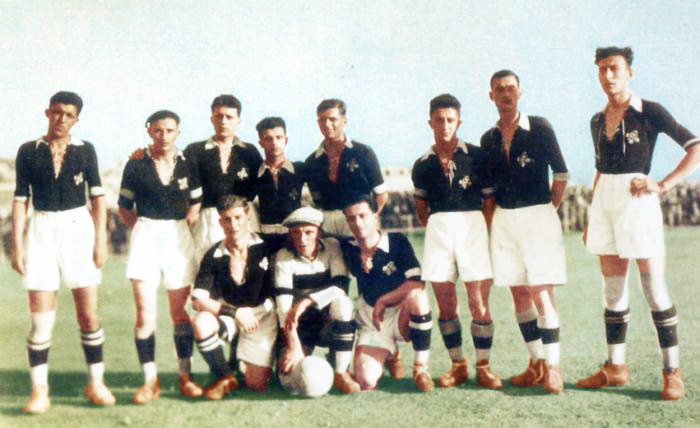
Giocatori del PAOK nel 1926.

La stagione 1926-1927 vide il PAOK attivo nella seconda divisione della federcalcio regionale della Macedonia, dove militava anche l'AEK Salonicco. Il 12 dicembre 1926 il PAOK esordì in gare ufficiali battendo per 3-1 il Nea Genia. Dopo aver vinto il campionato di seconda divisione macedone, fu promosso nella massima serie della regione della Macedonia, dove esordì nel 1927-1928.
Il 5 settembre 1928 per la prima volta un calciatore stipulò un contratto da professionista con il PAOK: era il francese Raymond Etienne, proveniente dal Pera Club, che percepiva uno stipendio di 4.000 dracme al mese.
Nel 1927 il PAOK vinse il suo primo campionato tessalonicese.
Nel 1929 l'AEK Salonicco si fuse con il PAOK, che cambiò dunque emblema, optando per un'aquila bicefala a simboleggiare le origini del club, legato all'antica Costantinopoli, capitale dell'impero bizantino, e ai rifugiati ellenici dell'impero ottomano.
Nel 1930-1931 il club esordì nel campionato panellenico, giocando il primo match contro il Olympiacos e finendo poi la stagione al quinto posto. Il primo tecnico straniero nella storia del club fu l'austriaco Rudolf Gasner, alla guida tecnica della squadra nel 1931-1932. Il 5 giugno 1932 fu inaugurato lo stadio Syntrivani, in occasione di una partita vinta per 3-2 dal PAOK contro l'Īraklīs. Il Syntrivani sarebbe rimasto lo stadio di casa del PAOK per i successivi 27 anni.

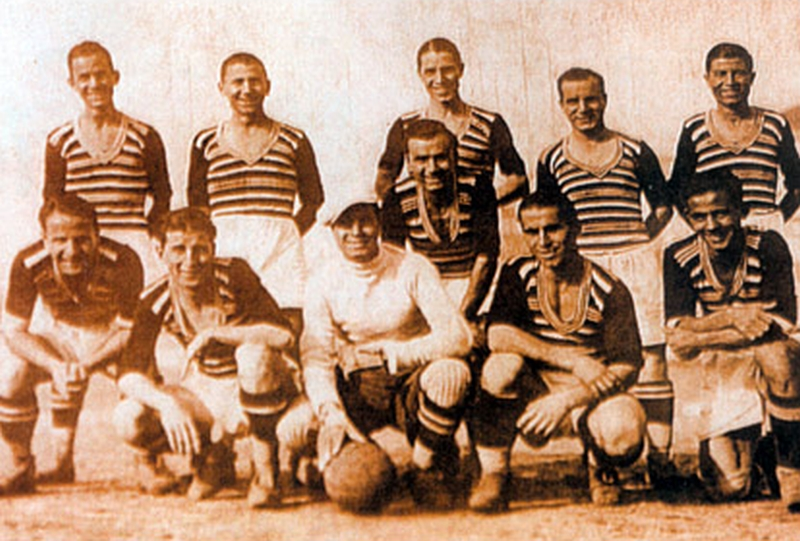
Il PAOK nel 1937

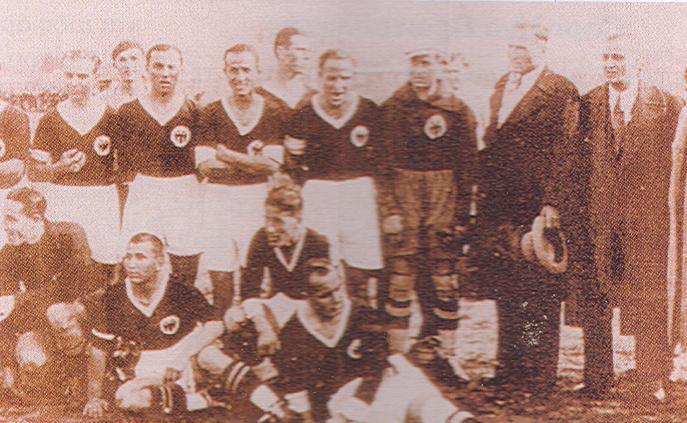
Il PAOK nel 1939

Nel 1937 il PAOK si aggiudicò il suo primo titolo, il campionato regionale della Macedonia, e prese parte al campionato panellenico, finendo secondo. La squadra del 1937 annoverava: Sotiriadis, Vatikis, Goulios, Kontopoulos, Bostantzoglou, Panidis, Glaros, Kritas, Ioannidis, Kalogiannis, Koukoulas, Kosmidis, Apostolou, Vafiadis, Vasiliadis, Anastasiadis, Moschidis, Tzakatzoglou, Zacapidas.
Il 28 maggio 1939 il PAOK giocò la sua prima finale di Coppa di Grecia: fu sconfitto per 2-1 allo stadio Apostolos Nikolaidis dall'AEK Atene. Nel 1939-1940 la squadra giocò la doppia finale del campionato panellenico, persa sempre contro l'AEK. Nel 1940, invece, vinse il campionato della Grecia settentrionale.
L'inizio della campagna italiana di Grecia causò la sospensione delle attività calcistiche nel paese. I calciatori del PAOK dovettero adempiere agli obblighi di leva nell'esercito ellenico e due di loro perirono in battaglia, il portiere Nikos Sotiriadis e il terzino sinistro Giorgos Vatikis, due dei quattro calciatori greci morti sul fronte (oltre a Spyros Kontoulis dell'AEK Atene e Mimis Pierrakos del Panathīnaïkos. Il 22enne Giorgos Vatikis fu il primo a perire sul fronte italo-ellenico e fu decorato post mortem. Nikos Sotiriadis giocò nel PAOK dal 1932 al 1940 e perì a 33 anni il 28 gennaio 1941 a Kleisura, nell'Albania meridionale, mentre combatteva come sergente nel 50º reggimento fanteria.

### Vittorie nel campionato regionale macedone (1946-1958)
Dopo la seconda guerra mondiale, nei primi anni '50 furono scritte importanti pagine della storia del PAOK. All'epoca fu fondato il settore giovanile del club, dall'allenatore austriaco Wilhelm Sefzik detto Willi. Dalle giovanili del club emersero promettenti calciatori quali Leandros Symeonidis, Giannelos Margaritis e Giorgos Havanidis.
Nel 1948 il PAOK vinse il campionato regionale macedone per la seconda volta nella sua storia e poi partecipò al campionato panellenico, dove terminò al terzo posto. I calciatori del PAOK dedicarono il titolo alla memoria del capitano Thrasyvoulos Panidis, morto nella guerra civile greca il 18 febbraio 1948, pochi giorni prima del successo della squadra. Panidis militò nel club dal 1930 al 1948, totalizzando 122 presenze. Nel 1950 la squadra si laureò nuovamente campione della Macedonia, mentre nel 1950-1951 prese parte per la seconda volta ad una finale della Coppa di Grecia, persa ancora, contro l'Olympiakos.
Il 1953 segnò l'inizio di un periodo di successi per il PAOK, che si rinforzò con gli acquisti di Kouiroukidis, Petrides, Progios, Geroudis, Kemanidis, Chassiotis ed Angelides. In particolare l'acquisto di Lambis Kouiroukidis dal Doxa Dramas fu un ingaggio di rilievo, dato che il calciatore andò a completare un forte trio con Lefteris Papadakis e Christophor Yentzis.
Per quattro anni di fila (1954, 1955, 1956, 1957) il PAOK vinse il campionato macedone e partecipò al campionato panellenico n-Hellenic Championship, con Yientzis capocannoniere del campionato panellenico nel 1953-1954 e Kouiroukidis nel 1955-1956.
Sotto la guida del tecnico Nikos Pangalos, il PAOK si aggiudicò il campionato nel 1954 con 9 vittorie e un pari. L'anno seguente la squadra ottenne 8 vittorie e 2 pareggi, vincendo nuovamente il campionato, e partecipò per la terza volta nella propria storia ad una finale di Coppa di Grecia, da cui uscì sconfitta contro il Panathinaikos allo stadio Apostolos Nikolaidis. Nel 1956 l'ungherese Erman Hoffman guidò i tessalonicesi alla conquista del terzo alloro consecutivo, riuscendo a chiudere il torneo senza sconfitte (9 vittorie e un pareggio), grazie anche ai gol di Kouiroukidis, miglior marcatore con 14 reti. Nel 1957 fu l'austriaco Walter Pfeiffer a guidare il PAOK alla vittoria del quarto titolo di fila, il settimo e ultimo titolo macedone vinto dal PAOK prima dell'istituzione del campionato greco di calcio.

### Nuovo stadio (1959-1967)

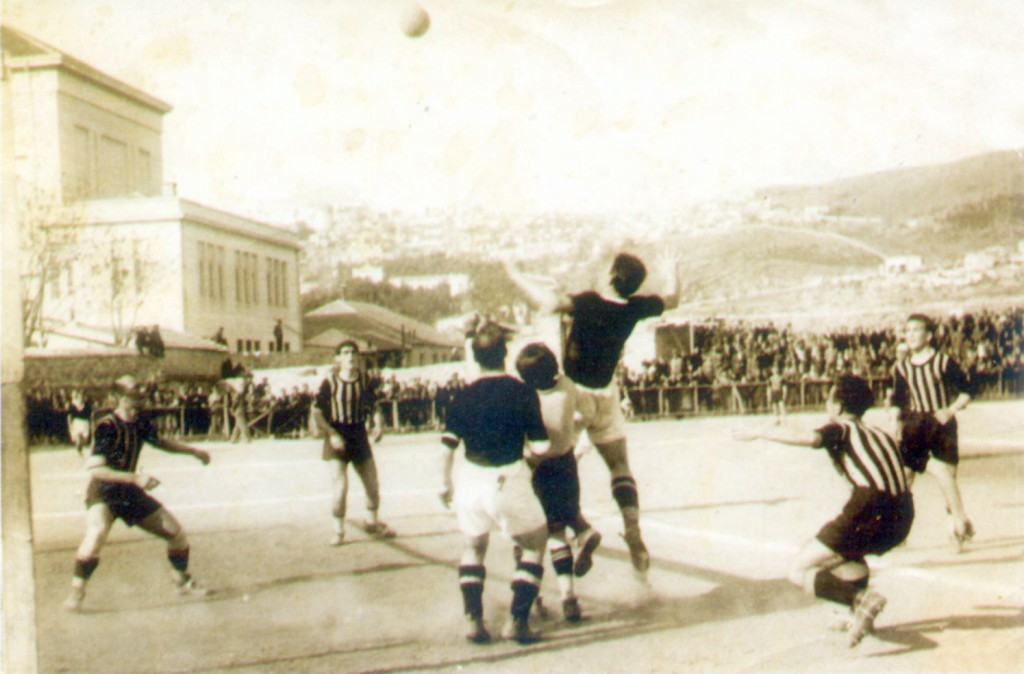
Syntrivani Stadium

Nel 1959 l'Università Aristotele di Salonicco acquistò un terreno di 8.000 metri quadrati nella zona dello Stadio Syntrivani per costruire nuovi edifici scolastici. Il PAOK dovette cambiare dunque stadio e la scelta ricadde su un'area di proprietà del Ministero della Difesa, a Toumba.
Georgios Themelis, politico e ufficiale delle forze armate elleniche, all'epoca Ministro della Difesa, concesse al club un'area di oltre 30 metri quadrati e divenne il presidente di un comitato supervisore che vigilò sulla costruzione del nuovo stadio. I costi di acquisto furono fissati in 1,5 milioni di dracme e furono a carico dell'amministrazione del PAOK in venti rate semestrali di 75.000 dracme ciascuna. Il 7 febbraio 1958 un comitato di ufficiali dell'esercitò consegnò il terreno ai rappresentanti del club.
Il terreno ospitava ancora rifugiati della guerra civile ellenica e superstiti del terremoto del 1953 nel Mar Ionio, che aveva causato centinaia di vittime. I costi di trasferimento dei residenti ammontarono a 70.000 dracme, mentre il costo totale dello stadio fu di 6 milioni di dracme, di cui solo 1,1 milioni furono forniti dal Ministero dello Sport ellenico. I lavori di costruzione dello stadio cominciarono nella primavera del 1958, sotto la guida dell'architetto Minas Trempelas e dell'ingegnere Antonis Triglianos. Allo scopo di finanziare l'opera, nell'aprile 1958 il club promosse una raccolta fondi, chiedendo a ogni tifoso un contributo di 20 dracme. Dal 1956 l'amministrazione del club decise di destinare il 15% delle entrate alla costruzione del nuovo stadio. I tifosi della squadra contribuirono sia economicamente sia offrendosi come operai volontari.
Lo stadio fu completato a tempo di record dopo un solo anno. L'impianto fu inaugurato il 6 settembre 1959 in occasione di un'amichevole contro l'AEK Atene (1-0 per il PAOK con gol di Kostas Kiourtzis. Il primo ministro Kōnstantinos Karamanlīs, atteso allo stadio, diede forfait all'ultimo, ma furono presenti numerosi ministri del suo governo. Il pallone del calcio d'inizio fu lanciato da un aereo militare alle ore 17:30 di fronte a 15.000 tifosi del PAOK che assieparono le tribune. La capienza fu portata a 20.000 posti nei mesi successivi e poi a 45.000 posti a metà anni '70. 
Il record di affluenza si registrò il 28 aprile 1963 per l'1-1 contro il Panathīnaïkos (20.131 spettatori), mentre si superarono per la prima volta le 30.000 presenze il 19 marzo 1967, quando il PAOK vinse per 2-0 contro il Olympiacos (31.504 spettatori). L'affluenza record rimane quella del 19 dicembre 1976 contro l'AEK Atene (0-0), con 45.252 spettatori.

### Primi titoli nazionali ed esperienze in Europa (1967-1995)
Il PAOK iniziò gli anni '70 raggiungendo per due volte di fila la finale di Coppa di Grecia, ma fu sconfitto in entrambe le occasioni, nel 1969-1970 per 1-0 dall'Arīs Salonicco e nel 1970-1971 per 3-1 dall'Olympiakos.
Il PAOK vinse per la prima volta la Coppa di Grecia nel 1971-1972. I sorteggi furono benevoli con il club bianconero, che non dovette muoversi da Salonicco per disputare gli incontri di coppa precedenti alla finale, in programma nella città tessalonicese. Negli ottavi di finale e in semifinale il PAOK fu abbinato a squadre di minore prestigio. Nei quarti di finale se la vide con l'Arīs Salonicco e lo eliminò allo Stadio Kleanthis Vikelidis battendolo per 2-1, vendicando così la sconfitta del 1970. A causa degli incidenti scoppiati tra i tifosi, il direttore di gara fu costretto a fischiare in anticipo la fine del match. I calciatori dell'Aris Spyridon e Sidiropoulos furono condannati alla reclusione per 13 e 5 mesi, anche se la condanna fu poi annullata in appello. Il PAOK eliminò il Pierikos, l'Aias Salamina, l'Aris e in semifinale il PAS Lamia 1964, approdando alla sua quinta finale di coppa.
Malgrado le insistenze del PAOK per la scelta di una sede neutra, come avvenuto per la finale di Coppa di Grecia 1970-1971 tra PAOK e Olympiakos, disputatasi allo stadio Karaiskakis, anche stavolta si giocò in uno stadio ateniese, l'Apostolos Nikolaidis. Il 5 luglio 1972 il PAOK, alla sua quarta finale in uno stadio della capitale, si impose per 2-1 contro il Panathīnaïkos allenato da Ferenc Puskás, per la gioia dei 10.000 tifosi tessalonicesi giunti ad Atene. A decidere la vittoria fu la doppietta di Georgios Koudas, che andò a segno al 2° e all'88º minuto, vanificando il gol di Takis Papadimitriou all'89º minuto. Al fischio finale partirono grandi festeggiamenti a Salonicco, culminati con l'adunata presso la Torre Bianca e con l'accoglienza, l'indomani, della squadra all'aeroporto Makedonia della città tessalonicese. Koulis Apostolidis fu il primo a scendere dall'aereo, con la coppa in mano. Giōrgos Koudas e Les Shannon erano rimasti ad Atene per prendere un volo per l'Inghilterra e sottoporsi a un intervento chirurgico alla spalla.
Nel 1972-1973 la compagine tessalonicese arrivò a disputare ancora la finale di coppa nazionale, ma fu sconfitta per 1-0 al Karaiskakis dall'Olympiakos.
Il PAOK giunse in finale di Coppa di Grecia anche nel 1973-1974, al Nea Filadelfia, dove il 16 giugno 1974 la squadra dell'aquila bicefala se la vide nuovamente con l'Olympiakos. La squadra del Pireo passò in vantaggio al 20º minuto con un gol di Yves Triantafyllos e dopo la traversa di Kōnstantinos Iōsīfidīs il PAOK pervenne al pareggio con Dimitris Paridis al 51º minuto, su assist di Koudas. Al 66° di gioco Gounaris commise un fallo di mano nella propria area e l'arbitrò assegnò un calcio di rigore per l'Olympiakos, ma Giannis Stefas parò il tiro di Karavitis. Al 73º minuto fu concesso un calcio di rigore anche al PAOK, quando Viera atterrò Paridis nell'area dell'Olympiakos. Achilleas Aslanidis trasfòrmò dal dischetto, portando in vantaggio i tessalonicesi, ma all'82º minuto Kritikopoulos pareggiò con un colpo di testa, portando la sfida ai tempi supplementari, che furono avari di emozioni. Si andò così ai tiri di rigore, dove a prevalere fu il PAOK. A sbagliare furono Poupakis e Persidis per l'Olympiakos e Koudas per il PAOK. Il tiro decisivo di Koulis Apostolidis diede al PAOK la seconda Coppa di Grecia della sua storia.

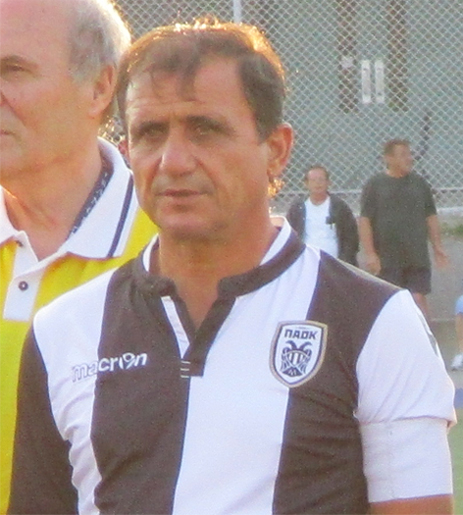
Kyriakos Alexandridis.

Nella stagione 1975-1976 il PAOK vinse il suo primo titolo nazionale. Venerdì 12 marzo 1976 il PAOK annunciò che l'ungherese Gyula Lóránt sarebbe rimasto allenatore del club, con i collaboratori Kalafatis e Petridis, a patto che non ci fosse più alcuna interferenza con il lavoro del tecnico, come espressamente scritto sul contratto. Tre vittorie di fila dei tessalonicesi tennero le distanze intatte tra PAOK e AEK capolista in campionato, ma il 4 aprile, con il 2-2 sul campo del Kastoria, gli ateniesi persero altri punti. Il PAOK, invece, vinse il recupero contro il Panetolikos e l'11 aprile sconfisse il Panionios per 4-0, salendo in vetta alla graduatoria insieme all'AEK Atene, che perse per 1-0 contro il Panathinaikos. Alla venticinquesima giornata l'AEK cadde (1-0) a Salonicco contro l'Aris, mentre il PAOK si impose per 3-0 contro il Panachaiki, issandosi solitario in vetta. Allo Stadio Toumba i tessalonicesi vinsero poi per 3-1 contro l'Olympiakos, prima dello scontro decisivo sempre al Toumba contro l'AEK. Neto Guerino segnò a un minuto dalla fine il gol che decise lo scontro diretto, consentendo al PAOK capolista di portarsi a quattro punti dall'AEK secondo a tre giornate dalla fine del campionato. Nella giornata seguente l'AEK fu fermato sul pari (0-0) sul campo del Serres, mentre il PAOK sconfisse l'Iraklis per 3-1 al Kaftantzoglio. La sconfitta patita in casa contro l'Atromītos (1-2) ebbe solo valore statistico, dato che mise fine alla striscia di imbattibilità casalinga del PAOK. Il titolo arrivò grazie ad una netta vittoria per 4-0 contro l'Ethnikos Pireo al Karaiskakis.
Nel 1976-1977 e nel 1977-1978 il PAOK fu sconfitto ancora in finale di Coppa di Grecia, rispettivamente da Panathinaikos (2-1) e AEK Atene (2-0).
Nell'estate del 1980 Gyula Lóránt tornò alla guida della squadra, ma il 31 maggio 1981 morì a causa di un infarto allo stadio Toumba, durante una partita tra PAOK e Olympiakos. In quella stagione il PAOK fu battuto dall'Olympiakos ancora in finale di Coppa di Grecia (3-1).
Dopo un'altra finale di Coppa di Grecia persa (2-0 contro l'AEK Atene nel 1982-1983), la vittoria del campionato fu bissata nella stagione 1984-1985. Decisivo fu in questo caso il successo per 2-1 contro il Larissa allo stadio Alcazar, grazie al quale fu portato a tre punti il margine di vantaggio sulle inseguitrici, beneficiando del pari (1-1) tra Panathinaikos e Olympiakos. Il PAOK proseguì la sua striscia di vittorie, mentre un pari tra AEK Atene e Panathinaikos (1-1) permise all'Iraklis di salire al secondo posto, tre punti dietro il PAOK di Walter Skocik, con Panathinaikos e Olympiakos distanti quattro punti dalla vetta.

PAOK-AEK Atene del 1986-1987

Il luogo dell'incontro tra Iraklis e PAOK alla 24ª giornata divenne oggetto di controversia, ma in ogni caso un gol di Giorgos Skartados al primo minuto decise la gara. Grazie alla vittoria il PAOK portò a cinque i punti di vantaggio su Panathinaikos e AEK. I pareggi in trasferta contro Pierikos e Doxa Dramas aggiunsero un po' di pathos alla contesa, con il Panathinaikos che polemizzò per il terreno di gioco dell'Ethnikos, vittorioso contro i verdi ateniesi alla ventunesima giornata. Il PAOK continuò tuttavia a ottenere vittorie: sconfisse per 3-0 l'OFI Creta e poi per 4-0 il Panathinaikos nei quarti di finale di Coppa di Grecia. Il 9 giugno 1985 la vittoria del titolo fu aritmetica grazie al pareggio a reti bianche al Nea Smyrni contro il Paniōnios, con il Panathinaikos fermato sul 2-2 dal Pierikos, che in quella partita ottenne l'unico punto esterno della stagione.
Dato che le autorità calcistiche greche non avevano ancora emesso il verdetto finale sulla protesta formale inoltrata dal Panathinaikos per la partita persa contro l'Ethnikos, a pochi giorni dal match decisivo per il titolo non vi era ancora il via libera per la cerimonia di premiazione. Due giorni prima della partita tra PAOK e Panathinaikos, valida per l'ultima giornata di campionato, fu dato il placet alla premiazione: il PAOK ricevette il premio e compì il giro di campo celebrativo con il trofeo nelle mani di Kostas Iosifidis. Nella stagione del ritorno al titolo nazionale, il PAOK perse malamente (4-1) la finale di Coppa di Grecia contro il Larissa.
A livello europeo il PAOK ottenne il suo miglior risultato approdando ai quarti di finale della Coppa delle Coppe nel 1973-1974, dove fu eliminato dal Milan. Nel 1983-1984 fu eliminato dal Bayern Monaco in Coppa UEFA dopo due pareggi senza reti e solo ai tiri di rigore. Il cammino in Coppa dei Campioni 1985-1986 si ferma già al primo turno, con la doppia sconfitta tra andata e ritorno (1-3 e 1-2) contro gli italiani del Verona.
Nel 1991-1992 il PAOK perse la finale di Coppa di Grecia contro l'Olympiakos (1-1 al Toumba e 2-0 al Karaiskakis).

### Ritorno al successo (1996-2006)

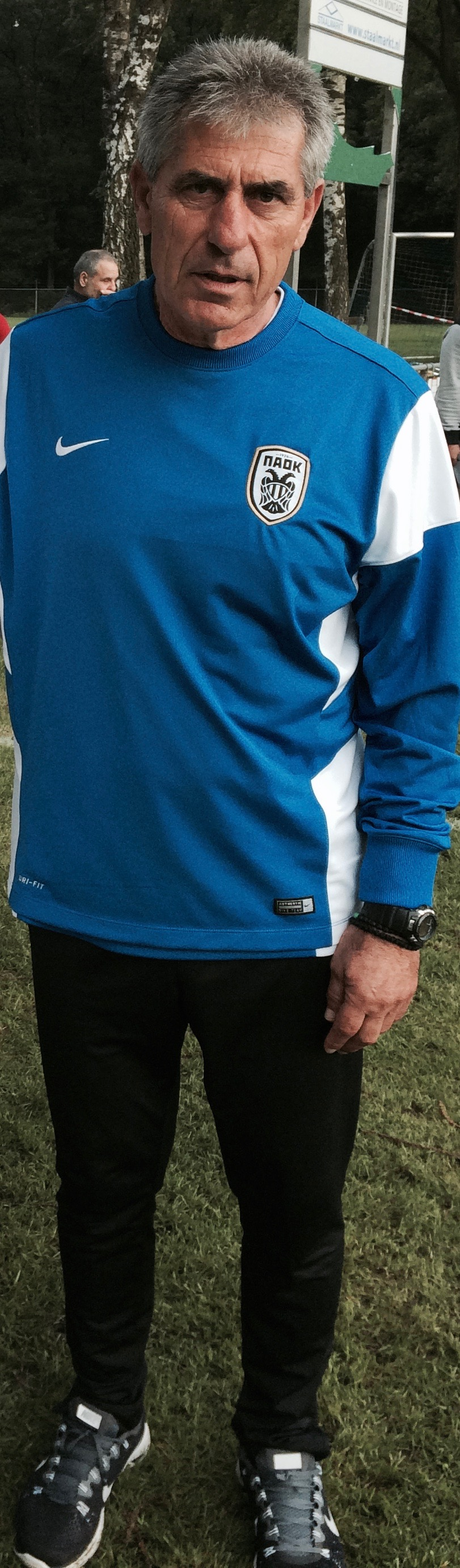
Angelos Anastasiadis vinse la Coppa di Grecia 2002-2003 alla guida del PAOK.

Nel 1996 la presidenza fu assunta da Thomas Voulinos, che sostituì Giorgos Batatoudis. Il PAOK ingaggiò vari calciatori di valore: Percy Olivares, Zīsīs Vryzas, Spiros Marangos e Kostas Frantzeskos. Nel 1997, dopo una sospensione di cinque anni, la squadra tornò a disputare le coppe europee, essendosi qualificata per la Coppa UEFA sotto la guida dell'allenatore Angelos Anastasiadis. Il ritorno sul palcoscenico europeo coincise con una prestigiosa eliminazione inflitta all'Arsenal ai trentaduesimi di finale (1-0 in casa e 1-1 ad Highbury).
Nel 2000-2001 il PAOK tornò in finale di Coppa di Grecia, che vinse battendo per 4-2 l'Olympiakos. Nel 2002-2003 rivinse la coppa nazionale, sconfiggendo in finale i concittadini dell'Arīs Salonicco per 1-0.
Sotto la guida di Anastasiadis, il PAOK ottenne il terzo posto nel campionato 2003-2004, centrando la qualificazione alla UEFA Champions League dell'anno seguente.
Nel 2004-2005 tornò dunque a disputare la massima competizione calcistica europea per club. Il match di andata del terzo turno preliminare contro il Maccabi Tel Aviv terminò con una vittoria per 2-1 in Grecia, ma il PAOK schierò un calciatore squalificato, il cipriota Liasos Louka (che doveva scontare due giornate di squalifica comminategli nella Coppa Intertoto 2000, quando militava nel Nea Salamis), e fu punito con lo 0-3 a tavolino. La partita di ritorno finì con il punteggio di 1-0 per gli israeliani, che eliminarono dunque i greci..
Nel settembre 2004 arrivò sulla panchina dei greci Rolf Fringer, che sostituì Aggelos Anastasiadīs, ma dopo qualche partita fu esonerato per fare posto a Nikos Karageorgiou, che condusse i suoi al quinto posto in campionato, con la conseguente qualificazione alla Coppa UEFA della stagione successiva.
Alla fine di maggio 2006 emerse la drammatica situazione di insolvenza in cui versava il club, con i calciatori non pagati da mesi. Giunse dunque la decisione della UEFA di escludere il club dalla Coppa UEFA 2005-2006. L'estate del 2006 fu segnata dalle veementi proteste dei tifosi nei confronti del presidente Giannis Goumenos, con occupazione dello stadio Toumba per alcuni giorni. Goumenos cercò investitori, ma senza esito e fu accusato di appropriazione indebita, attirandosi feroci critiche anche per aver ceduto il calciatore Dimitris Salpingidis al Panathinaikos.
Nell'ottobre 2006 la dirigenza affidò la panchina a Momčilo Vukotić, che sostituì il dimissionario Ilie Dumitrescu.
Nel giugno 2007, dopo essersi ritirato dal calcio giocato, Theodōros Zagorakīs divenne il presidente del club nel disperato tentativo di salvare la squadra dai debiti. Nel campionato 2008-2009, dopo un campionato sopra le aspettative, la squadra concluse il torneo al secondo posto dietro l'Olympiakos.
Il 26 gennaio 2012 il presidente Zagorakis si dimise ed al suo posto fu nominato Zīsīs Vryzas, ex calciatore di Perugia, Fiorentina e Torino, che prima era vicepresidente.

### La presidenza Savvidis e i due titoli (dal 2012)
Nel 2012 il nuovo proprietario del club, il magnate russo-ellenico Ivan Savvidis, ripianò i debiti che la società aveva contratto con il governo greco, una somma pari a quasi 11 milioni di euro; il nuovo patron, commentando la transazione, disse ironicamente alla stampa di essere divenuto proprietario di «una tazza da te da 10,8 milioni di euro». Le risorse economiche di Savvidis ebbero un ruolo determinante nel riportare il PAOK ai vertici del calcio ellenico, ma le poco trasparenti attività dell'imprenditore (vicinissimo a Vladimir Putin e abituato a gestire gli investimenti con piglio patriarcale e durezza nei metodi) furono presto fonte di polemiche.
Nel 2012-2013 il PAOK uscì dall'Europa League ad un passo dalla fase a gironi: dopo aver eliminato gli israeliani del Bnei Yehuda, cadde contro il Rapid Vienna nel play-off. In campionato concluse al secondo posto la stagione regolare, al termine della quale il direttore sportivo Giorgos Donis fu sollevato dall'incarico e Giōrgos Geōrgiadīs fu nominato allenatore ad interim. La squadra ottenne la qualificazione al terzo turno preliminare di Champions League per l'annata successiva battendo il PAS Giannina nell'ultima partita dei play-off del campionato.
Nel giugno 2013 Il PAOK ingaggiò l'allenatore olandese Huub Stevens, con cui la squadra arrivò a disputare l'ultimo turno precedente alla fase a gironi di Champions League, ma fu eliminata nella doppia sfida contro lo Schalke 04. Stevens fu esonerato nel marzo 2014 a causa degli scarsi risultati. Il PAOK riuscì a raggiungere comunque la finale della Coppa di Grecia, che perse per 4-1 contro il Panathīnaïkos.
Nel maggio 2015 fu ingaggiato il direttore sportivo Frank Arnesen. Il 18 giugno 2015 la panchina fu affidata al croato Igor Tudor, con contratto triennale. Nel marzo 2016 al croato subentrò il tecnico della formazione giovanile Vladimir Ivic.
Nel 2016-2017 il PAOK vinse la Coppa di Grecia battendo in finale l'AEK Atene allo stadio Panthessaliko di Volo.
L'11 marzo 2018, durante la partita di campionato contro l'AEK Atene (diretta concorrente nella corsa al titolo), il presidente Ivan Savvidis fece irruzione in campo con una pistola nella fondina, intimando ai propri giocatori di ritirarsi, dopo che l'arbitro Georgios Kaminis ebbe annullato un gol per fuorigioco alla squadra tessalonicese. Ne scaturì una gazzarra sia sul campo che sugli spalti, che costrinse la polizia ad intervenire e obbligò a sospendere la partita. In seguito a questi fatti, il giorno seguente la federazione calcistica greca, in accordo con il primo ministro greco Alexīs Tsipras, decise di sospendere il campionato a tempo indeterminato. Nonostante le scuse ufficiali di Savvidis, la polizia greca decise di emettere un mandato di arresto nei confronti del presidente e quattro delle sue guardie di sicurezza, anch'esse scese con lui sul terreno di gioco. Il 29 marzo la federazione calcistica ellenica squalificò Savvidis per 3 anni, impedendogli teoricamente di ricoprire i suoi ruoli dirigenziali. Il PAOK fu condannato dalla giustizia sportiva alla penalizzazione di 3 punti in campionato (più 2 per la stagione successiva) e alla sconfitta per 3-0 a tavolino, sanzioni che preclusero al club di Salonicco la possibilità di lottare ancora per il titolo. Il campionato fu infatti vinto proprio dall'AEK con tre giornate di anticipo, anche se il PAOK vinse le ultime cinque partite, non riuscendo però a colmare il divario di 8 punti dagli ateniesi. I tessalonicensi riuscirono comunque a mettere in bacheca la Coppa di Grecia sconfiggendo in finale proprio l'AEK per 2-0 allo stadio olimpico Spyros Louīs.
La stagione 2018-2019 vide la squadra piazzarsi ultima nel proprio girone di Europa League, ma confermarsi al vertice in patria. Il 21 aprile 2019, vincendo per 5-0 in casa contro il Levadeiakos, il PAOK coronò una memorabile annata aggiudicandosi il proprio terzo titolo di campione di Grecia con una giornata di anticipo rispetto alla fine della Souper Ligka, 34 anni dopo l'ultimo alloro, e l'11 maggio mise in bacheca anche la Coppa di Grecia (per la terza volta consecutiva), vinta nella finale contro l'AEK Atene per 1-0. Il titolo nazionale fu accolto con grandi festeggiamenti dalla città, che appena un giorno prima aveva celebrato il 93º anniversario della propria fondazione. Il PAOK, prima squadra non ateniese a vincere il campionato greco dal 1988, chiuse a quota 80 punti, frutto di 26 vittorie, 4 pareggi e nessuna sconfitta.
L'anno successivo (2019-2020) fu segnato nuovamente dalle polemiche dopo che un servizio messo in onda da un canale televisivo vicino al patron dell'Olympiacos, Evangelos Marinakis, accusò Ivan Savvidis di essere proprietario (tramite prestanome) anche di un secondo club di Souper Ligka, lo Xanthī, in violazione delle norme FIFA sui campionati professionistici. Una commissione d'inchiesta indipendente di nomina governativa fu incaricata di verificare la veridicità delle affermazioni: a indagini concluse, essa chiese che PAOK e Xanthi venissero retrocesse d'ufficio in seconda serie. A Salonicco scoppiarono immediatamente tumulti popolari contro questa ipotesi, accusando le istituzioni di voler semplicemente favorire l'Olympiakos; a fronte di ciò e delle proteste da parte di determinati ambienti politici, la sanzione fu dapprima commutata in 5 punti di penalità per entrambe le squadre e quindi in 12 lunghezze a danno del solo Xanthi, che fu così retrocesso al termine della stagione 2019-2020.
Al termine della stagione 2020-2021 il PAOK vinse per l'ottava volta la Coppa di Grecia battendo in finale l'Olympiakos per 2-1.
Nella stagione 2021-2022 la squadra arrivò in finale di Coppa di Grecia, ma fu sconfitta dal Panathinaikos per 1-0. 
Nell'annata 2023-2024 il PAOK vince il suo quarto titolo nazionale totalizzando 80 punti.

## Società

### Organigramma societario
- Ivan Savvidis - Proprietario
- Iakovos Angelides - Presidente
- Konstantinos Lagonidis - Direttore generale
- Ľuboš Micheľ - Direttore sportivo
- Giōrgos Koudas - Consulente
- Pablo García - Coordinatore vivaio
- Georgios Kostikos - Osservatore

### Sponsor
| Cronologia degli sponsor tecnici - 1997-2006 - adidas - 2006-2012 - Puma - 2012-2013 - Umbro - 2013-2015 - Nike - 2015-oggi - Macron | Cronologia degli sponsor ufficiali - ????-oggi - Stoiximan |

## Allenatori e presidenti

### Allenatori
Di seguito sono riportate le liste degli allenatori e dei presidenti che si sono succeduti alla guida del club nella sua storia.
- 1949–1950  Nikos Pangalos
- 1950–1952  Willi Sevcik
- 1952–1953  Nikos Pangalos
- 1953–1954  Willi Sevcik
- 1959–1961  Žarko Mihajlović
- 1961–1963  Karl Durspekt
- 1965–1966  Mile Kos
- 1967–1968  Nikos Pangalos (1 lug.-31 dic.)
 Ivor Powell (1 gen.- 30 giu.)
- 1960–1970  Jenő Csaknády
- 1950–1952  Ivan Horvat (1 lug.-31 dic.)
 Les Shannon (1 gen.- 30 giu.)
- 1971–1974  Les Shannon
- 1974–1976  Gyula Lóránt
- 1976–1977  Branko Stanković
- 1977–1978  Billy Bingham (1 lug.-30 ott.)
 Carl-Heinz Rühl (1 nov.- 30 giu.)
- 1978–1980  Egon Piechaczek
- 1980–1981  Gyula Lóránt
- 1981–1983  Heinz Höher
- 1983–1984  Pál Csernai
- 1984–1986  Walter Skocik
- 1986–1987  Thijs Libregts
- 1988–1989  Rinus Israël
- 1989–1990  Rob Jacobs
- 1991–1992  Miroslav Blažević
- 1992–1993  Ljupko Petrović
- 1993–1994  Oleh Blochin
- 1995–1996  Arie Haan
- 1996–1997  Christos Archontidis
- 1997–1999  Aggelos Anastasiadīs
- 1998–1999  Arie Haan
- 2000–2002  Dušan Bajević
- 2002–2004  Aggelos Anastasiadīs
- 2004–2005  Rolf Fringer
- 2005–2006  Giōrgos Kōstikos
- 2006–2007  Ilie Dumitrescu (1 lug.-31 dic.)
 Momčilo Vukotić (13 ott.- 22 gen.)
 Georgios Paraschos (22 gen. -30 giu.)
- 2007–2008  Georgios Paraschos (1 lug.-3 set.)
 Fernando Santos (4 set. -30 giu.)
- 2008–2010  Fernando Santos
- 2010–2011  Mario Beretta (1 lug.-22 lug.)
 Pavlos Dermitzakis (23 lug. -17 ott.)
 Makīs Chavos (18 ott. -17 ott.)
- 2011–2012  László Bölöni
- 2012–2013  Giōrgos Dōnīs (1 lug. -29 apr.)
 Giōrgos Geōrgiadīs (30 apr. -30 giu.)
- 2013–2014  Huub Stevens (1 lug. -2 mar.)
 Giōrgos Geōrgiadīs (3 mar. -30 giu.)
- 2014–2015  Aggelos Anastasiadīs (1 lug. -15 mar.)
 Giōrgos Geōrgiadīs (16 mar. -30 giu.)
- 2015–2016  Igor Tudor (1 lug. -9 mar.)
 Vladimir Ivić (16 mar. -30 giu.)
- 2016–2017  Vladimir Ivić
- 2017–2018  Aleksandar Stanojević (1 lug. -10 ago.)
 Răzvan Lucescu (11 ago. -30 giu.)
- 2018–2019  Răzvan Lucescu
- 2019–2020  Abel Ferreira
- 2021–oggi  Răzvan Lucescu

### Presidenti
- 1979–1984  Georgios Pantelakis
- 1984–1985  Petros Kalafatis
- 1985–1988  Charis Savvidis
- 1988–1989  Ioannis Dedeoglou
- 1989–1990  Thomas Voulinos
- 1990  Apostolos Alexopoulos
- 1990–1996  Thomas Voulinos
- 1996  Georgios Kalyvas
- 1996–1998  Georgios Batatoudis
- 1998  Petros Kalafatis
- 1998–2001  Georgios Batatoudis
- 2001–2003  Petros Kalafatis
- 2003  Georgios Batatoudis
- 2003  Vasilios Stergianidis
- 2003  Ioannis Goumenos
- 2003  Vasilios Pagonis
- 2004–2006  Ioannis Goumenos
- 2006–2007  Nikolaos Vezyrtzis
- 2007–2009  Theodoros Zagorakis
- 2009–2010  Zisis Vryzas
- 2010–2012  Theodoros Zagorakis
- 2012–2014  Zīsīs Vryzas
- 2014–2016  Iakovos Angelides
- 2016  Ľuboš Micheľ
- 2016–oggi   Ivan Savvidis

## Calciatori

### Capitani
- Stefanos Athanasiadīs (2013-oggi)

## Palmarès

### Competizioni nazionali
- Campionato greco: 4

1975-1976, 1984-1985, 2018-2019, 2023-2024
- Coppa di Grecia: 8

1971-1972, 1973-1974, 2000-2001, 2002-2003, 2016-2017, 2017-2018, 2018-2019, 2020-2021

## Statistiche e record

### Partecipazione ai campionati e ai tornei internazionali

#### Campionati nazionali
Dalla stagione 1959-1960 alla 2019-2020 il club ha ottenuto le seguenti partecipazioni ai campionati nazionali:
| Livello | Categoria                           | Partecipazioni | Debutto   | Ultima stagione | Totale |
| ------- | ----------------------------------- | -------------- | --------- | --------------- | ------ |
| 1º      | Alpha Ethniki / Souper Ligka Ellada | 61             | 1959-1960 | 2019-2020       | 61     |

#### Tornei internazionali
Alla stagione 2019-2020 il club ha ottenuto le seguenti partecipazioni ai tornei internazionali:
| Categoria                                | Partecipazioni | Debutto   | Ultima stagione |
| ---------------------------------------- | -------------- | --------- | --------------- |
| Coppa dei Campioni/UEFA Champions League | 8              | 1976-1977 | 2019-2020       |
| Coppa delle Coppe                        | 6              | 1972-1973 | 1981-1982       |
| Coppa UEFA/UEFA Europa League            | 27             | 1975-1976 | 2019-2020       |

### Statistiche individuali
Il giocatore con più presenze nelle competizioni europee è Dīmītrios Salpiggidīs a quota 60, mentre il miglior marcatore è Stefanos Athanasiadīs con 20 gol.
| Record di presenze - 341 Dimitris Salpingidis (1999-2000, 2000-2001, 2002-2006, 2010-oggi) - 221 Stefanos Athanasiadīs (2006-2009, 2010-oggi) | Record di reti - 108 Dimitris Salpingidis (1999-2000, 2000-2001, 2002-2006, 2010-oggi) - 86 Stefanos Athanasiadīs (2006-2009, 2010-oggi) |

### Statistiche di squadra
A livello internazionale la miglior vittoria è per 7-0, ottenuta contro la Lok’omot’ivi Tbilisi nel primo turno della Coppa UEFA 1999-2000, mentre la peggior sconfitta è il 6-1 subito contro il Barcellona nel primo turno della Coppa UEFA 1975-1976.

## Organico

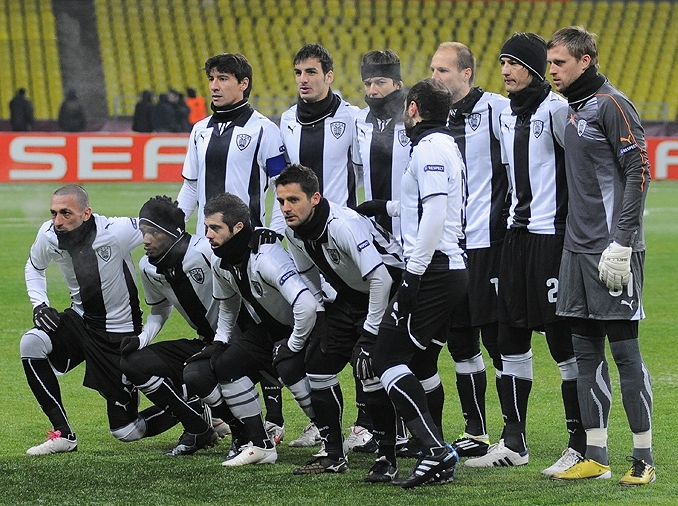
Una formazione del PAOK nel 2011.

### Rosa 2025-2026
Aggiornata al 7 agosto 2025.
| N. |                        | Ruolo | Calciatore             |
| -- | ---------------------- | ----- | ---------------------- |
| 1  | Rep. Ceca (bandiera)   | P     | Jiří Pavlenka          |
| 2  | Guinea (bandiera)      | C     | Mady Camara            |
| 3  | Inghilterra (bandiera) | D     | Jonjoe Kenny           |
| 5  | Grecia (bandiera)      | D     | Giannīs Michaīlidīs    |
| 6  | Croazia (bandiera)     | D     | Dejan Lovren           |
| 8  | Francia (bandiera)     | C     | Soualiho Meïté         |
| 9  | Russia (bandiera)      | A     | Fëdor Čalov            |
| 10 | Grecia (bandiera)      | C     | Dīmītrios Pelkas       |
| 11 | Brasile (bandiera)     | A     | Taison                 |
| 14 | Serbia (bandiera)      | C     | Andrija Živković       |
| 16 | Polonia (bandiera)     | D     | Tomasz Kędziora        |
| 18 | Croazia (bandiera)     | C     | Luka Ivanušec          |
| 21 | Ghana (bandiera)       | D     | Abdul Rahman Baba      |
| 23 | Spagna (bandiera)      | C     | Joan Sastre            |
| 25 | Grecia (bandiera)      | C     | Konstantinos Thymianis |

| N. |                        | Ruolo | Calciatore             |
| -- | ---------------------- | ----- | ---------------------- |
| 27 | Russia (bandiera)      | C     | Magomed Ozdoev         |
| 32 | Scozia (bandiera)      | D     | Greg Taylor            |
| 33 | Grecia (bandiera)      | C     | Dīmītrios Tsopouroglou |
| 41 | Grecia (bandiera)      | P     | Dimitrios Monastirlis  |
| 43 | Spagna (bandiera)      | A     | Mahamadou Balde        |
| 47 | Inghilterra (bandiera) | C     | Shola Shoretire        |
| 52 | Grecia (bandiera)      | A     | Dīmītrios Chatsidis    |
| 54 | Grecia (bandiera)      | P     | Konstantinos Balomenos |
| 65 | Grecia (bandiera)      | C     | Giannīs Kōnstantelias  |
| 77 | Bulgaria (bandiera)    | A     | Kiril Despodov         |
| 88 | Georgia (bandiera)     | P     | Luca Gugeshashvili     |
| 90 | Grecia (bandiera)      | C     | Dīmītrios Kottas       |
| 99 | Grecia (bandiera)      | P     | Antōnīs Tsiftsīs       |

### Staff tecnico
- Allenatore:  Răzvan Lucescu
- Vice allenatore:  Pantelis Konstantinidis
- Vice allenatore:  Nicolae Constantin
- Vice allenatore:  Gianpaolo Castorina
- Preparatore dei portieri:  Giorgio Bianchi
- Preparatore atletico:  Matteo Spatafora
- Riabilitazione infortunati:  Theocharīs Komsīs
- Riabilitazione infortunati:  Vasileios Kanaras
- Riabilitazione infortunati:  Anestīs Aslanidīs